# Lucas Piazón
Lucas Domingues Piazón, röviden Lucas Piazón (São Paulo, 1994. január 20. –) brazil labdarúgó, a portugál Avs FS játékosa.
Közel egy évtizedet töltött a Chelseanél, de csak három mérkőzésen lépett pályára, közben hat ország hét klubjába adták kölcsönbe. Elsősorban csatár, de bevethető még középpályásként vagy támadó középpályásként is.

## Fiatalkora
São Paulóban született Antonio Carlos Piazón kereskedelmi képviselő és Marizabel Domingues ügyvéd gyermekeként. Van egy húga, Juliana, aki 3 évvel fiatalabb nála.
Amikor fiatal volt, a Piazón család elköltözött Paranába. Lucas labdarúgókészsége nyolcévesen kezdett virágzani. Fejlesztette magát futsalban, mint a többi brazil labdarúgó (például Zico és Ronaldinho). 11 éves korában kezdett játszani, a ma ismert Coritiba Futsal Clubban.
2024. július 26-án a portugál Avs FS csapatába igazolt.